# Eubliastes aethiops
Eubliastes aethiops är en insektsart som först beskrevs av Brunner von Wattenwyl 1895.  Eubliastes aethiops ingår i släktet Eubliastes och familjen vårtbitare. Inga underarter finns listade i Catalogue of Life.